# Dusán
A Dusán szláv eredetű férfinév. Jelentése: lélek. Női párja:
Dusánka.

## Gyakorisága
Az 1990-es években igen ritka név volt, a 2000-es években nem szerepel a 100 leggyakoribb férfinév között.

## Névnapok
- március 26.[2]
- április 9.[2]
- szeptember 7.[2]

## Híres Dusánok
- Dušan István szerb uralkodó (1331–1355)
- Kovács Dusán atléta
- Dušan Makavejev szerb rendező, forgatókönyvíró, producer
- Dušan Porubský szlovák újságíró
- Sztevanovity Dusán dalszövegíró
- Dušan Vasiljević szerb labdarúgó
- Dušan Vlahović szerb labdarúgó